# Peridroma chersotoides
Peridroma chersotoides är en fjärilsart som beskrevs av Butler 1881. Peridroma chersotoides ingår i släktet Peridroma och familjen nattflyn. Inga underarter finns listade i Catalogue of Life.